# منتخب المجر لكرة القدم الأمريكية
منتخب المجر لكرة القدم الأمريكية (بالمجرية: Magyar amerikaifutball-válogatott)‏ هو ممثل المجر الرسمي في المنافسات الدولية في كرة القدم الأمريكية
.